# 明るいほうへ 明るいほうへ
『明るいほうへ明るいほうへ - 童謡詩人金子みすゞ』（あかるいほうへあかるいほうへ どうようしじん かねこみすず）は、2001年8月27日にTBS系列で放送されたテレビドラマである。TBS創立50周年記念番組として放送。
若くして自殺した薄幸の童謡詩人、金子みすゞを描いたドラマ。みすゞの出身地である山口県長門市でロケが行われた。
2002年1月4日には、「金子みすゞの生涯特別編」としてノーカット版を放送した。

## キャスト
- 金子テル（みすゞ） - 松たか子[1]
- 上山正祐（みすゞの実弟） - 三宅健[1]
- 金子堅助（みすゞの実兄） - 野村宏伸[1]
- 上山ミチ（みすゞの実母、後に上山松蔵の後妻） - 中田喜子[1]
- 金子ウメ（みすゞの祖母） - 香川京子[1]
- 桐原稲彦（みすゞの夫） - 渡部篤郎[1]
- ふさえ（みすゞの娘） - 永蔦花音
- 田辺豊々代（みすゞの親友） - 菅野美穂[1]
- 小枝敏夫（豊々代の夫、教師） - 橋爪淳[1]
- 金子チウサ（堅助の妻） - 山辺有紀[1]
- 花井正（みすゞの従弟） - 伊崎充則
- 青柳峰子（稲彦の元愛人の妹） - 高岡早紀[1]
- 藤田初一（上山文英堂番頭） - 岡本信人[1]
- 高橋歌子（駐在の妻） - 泉ピン子[1]
- 西條八十（童謡詩人） - 三田村邦彦[1]
- 上山松蔵（上山文英堂主人・正祐の養父となり、後にミチを後妻に招く） - 渡哲也[1]
- 商品館の客 - 井上順

## スタッフ
- 脚本 - 清水曙美
- 音楽 - 城之内ミサ
- 演出 - 清弘誠
- 監修 - 矢崎節夫
- プロデューサー - 石井ふく子

## 補足
- ドラマ内では山口県長門地方の方言が頻出するが、これを指導したのは山口県出身で石井ふく子プロデュース作品に多数参加している俳優の岡本信人である。岡本も上山文英堂の番頭役で出演している。
- 収録当時、長門市仙崎の金子みすゞの生家跡には映画「みすゞ」で使われていたセットがそのまま残されていたが、金子文英堂（みすゞの生家）のシーンの収録はロケではなくスタジオで行われた。なお、別のシーンで長門市仙崎でのロケも行われている（現在、生家跡には金子みすゞ記念館が建っている）。
- 松たか子が着用した着物の一着は、2004年に松屋銀座店が金子みすゞをめぐる展示会を開いた際に展示された。
- 初回放映から約11年後の2012年7月9日（月曜ゴールデン枠）に、ドラマ特別企画『金子みすゞ物語〜みんなちがってみんないい〜』が放送された。主要なスタッフは2001年のドラマとほぼ同一だが、キャストは一新され、みすゞ役に上戸彩、正祐役に今井翼が出演。岡本信人は本作と同じ役柄で出演し、方言指導も再び担当している。